# Eberhard Mock
Eberhard Mock (ur. 18 września 1883 w Wałbrzychu, zm. 21 listopada 1960 w Nowym Jorku) – postać fikcyjna, funkcjonariusz wydziału kryminalnego policji w Breslau, główny bohater cyklu powieści kryminalnych Marka Krajewskiego, których akcja toczy się w pierwszej połowie XX wieku we Wrocławiu.

## Charakterystyka postaci
Główny bohater kryminalnej serii, Eberhard Mock urodził się w Wałbrzychu 18 września 1883 r. jako młodszy syn Willibalda Mocka, ubogiego szewca. Jego starszy brat Franz, z zawodu kolejarz, był zawsze ulubionym synem Willibalda. Franz pojawia się w tomach:  Koniec świata w Breslau, Festung Breslau, Błaganie o śmierć, w retrospekcji w tomie Widma w mieście Breslau oraz Mock. Pojedynek. Zginął 17 marca 1945 r. w podziemiach miasta, w wyniku eksplozji miny. Matka Eberharda zmarła przed 1906 rokiem. W powieści Moloch wspomniany jest także mieszkający w Namysłowie stryj Mocka (brat Willibalda) Herrmann (w przeciwieństwie do innych Mocków, jest to postać rzeczywista), zaś w Widmach w Mieście Breslau (akcja toczy się we wrześniu 1919) Eberhard wraz z ojcem mieszkają przy Plesserstrasse 24 w dawnym domu drugiego stryja, nieżyjącego już Eduarda. Willibald po raz ostatni występuje i umiera (30 września lub 1 października 1919 r.) w książce Widma w mieście Breslau. 
Eberhard był dwukrotnie żonaty: z Sophie von Finckl (1903–1960), oraz z Karen Thestrup (1894-1945?). Pierwsza jest jedną z głównych postaci tomu Koniec świata w Breslau. Sophie pochodziła z bawarskiej arystokracji. Była 20 lat młodsza od Mocka, za którego wyszła w wieku 22 lat. Gdy dwa lata później mąż zaczął nadużywać alkoholu i być wobec niej brutalny, uciekła do Wiesbaden. Sophie zmarła niedługo przed Mockiem - informację o jej śmierci zamieściła Süddeutsche Zeitung z 20 listopada 1960 r. Druga żona, Karen była Dunką; do Niemiec trafiła w czasie studiów, a Mocka poznała przez kopenhaskie biuro matrymonialne. Podczas drugiej wojny światowej zdesperowana Karen wraz ze służącą Martą Goczoll uciekły od Mocka i najprawdopodobniej zginęły w jednym z bombardowań (taką wersję przyjął Mock).
Erwin Mock (syn Franza) został zamordowany 24 grudnia 1927 r. w kamienicy przy Antonienstr. 27 (dziś ul. św. Antoniego) razem ze swoją partnerką, malarką Inge Gänserich. Mordercą pary (zamordowanej przez wstrzyknięcie skażonego opium) mógł być policjant Meinerer. Co do wieku Erwina można przypuszczać, że miał 18–19 lat. W 1928 r. miał zdawać maturę.
Eberhard Mock zdał maturę i studiował filologię klasyczną na Uniwersytecie Wrocławskim. Interesował się kulturą starożytnego Rzymu i filozofią, znał łacinę (Koniec świata w Breslau) . Był koneserem dobrych trunków oraz smakoszem dobrego, wyszukanego jedzenia. Sporadycznie korzystał z usług prostytutek; nienawidził alfonsów, którzy nękali jego ulubienice. Mieszkał początkowo przy Plesser Str. (obecnie ul. Pszczyńska na Księżu Małym), a następnie przy Rehdigerplatz (obecnie pl. Icchaka Lejba Pereca). W trakcie oblężenia Wrocławia zajmowali wraz z Karen i ich służącą Martą mieszkanie przy Zwingerplatz 1 (obecnie pl. Teatralny).

### Praca w policji

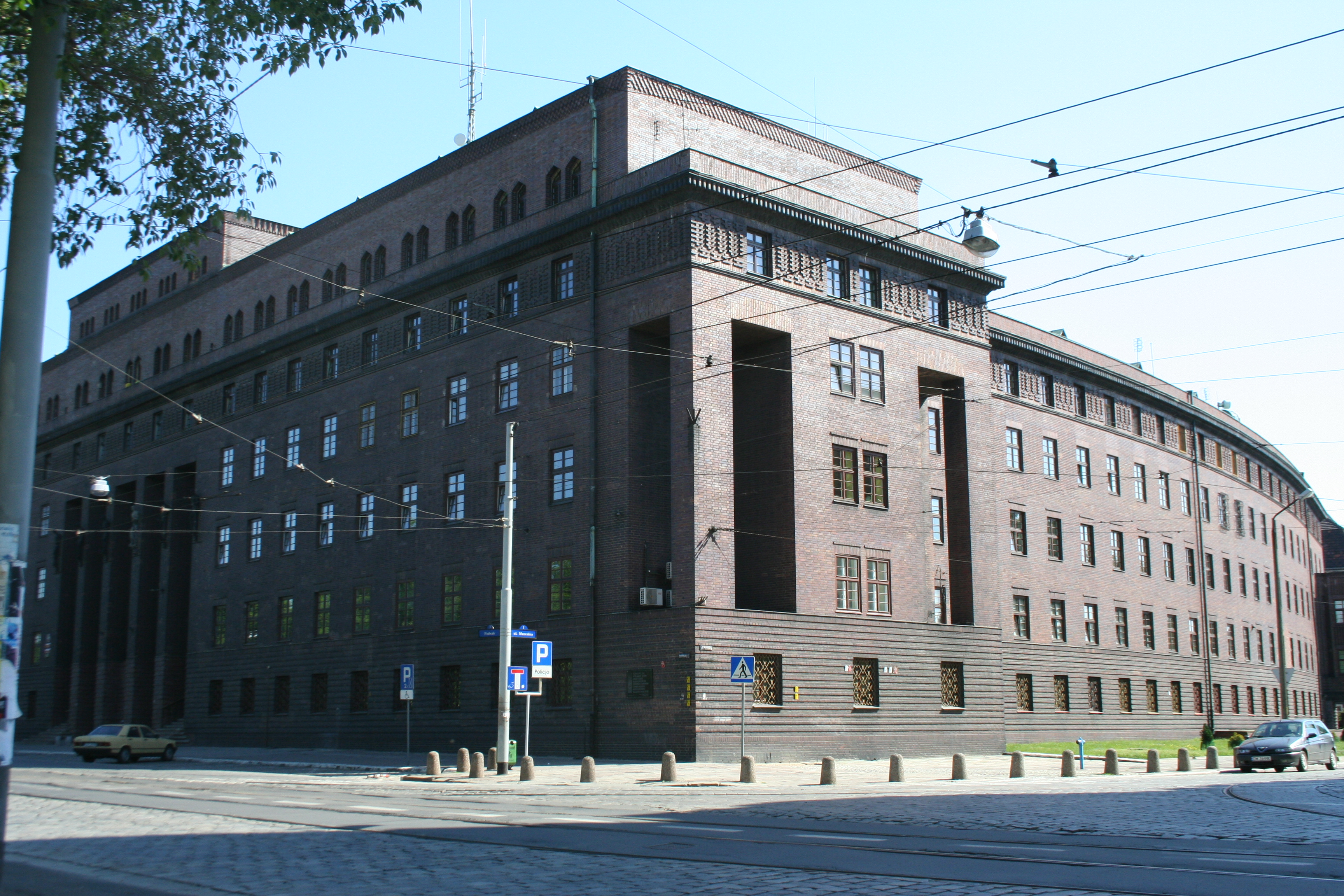
Dawne prezydium policji we Wrocławiu

Pracę we wrocławskim prezydium policji rozpoczął w 1909 r. Brał udział w I wojnie światowej. W Breslau poznał najbliższych współpracowników, zajmujących się haraczami i wymuszeniami Wirtha i Zupitzę oraz posterunkowego, a potem wachmistrza kryminalnego Kurta Smolorza. Dzięki dobrym wynikom w pracy oraz szantażowi i przynależności do loży masońskiej z asystenta kryminalnego awansował na stanowisko radcy kryminalnego, by w końcu zostać szefem wrocławskiej policji kryminalnej.
W czasie prowadzenia sprawy zabójstwa arystokratki Marietty von der Malten (Śmierć w Breslau) poznał Herberta Anwaldta i po pewnym czasie zaczął traktować go jak syna, którego nigdy nie miał. Anwaldt pomagał mu prowadzić śledztwa, wiele ich łączyło. Jeszcze przed wojną dwukrotnie współpracował z policjantem ze Lwowa – komisarzem Edwardem Popielskim, który był swoistym polskim alter ego Mocka. Między mężczyznami zrodziła się wtedy silna przyjaźń, pomimo zbliżającej się wojny. W czasie drugiej wojny światowej Mock w stopniu kapitana służył w wywiadzie. Po ustaniu działań wojennych Mock przez kilkanaście miesięcy mieszkał nadal we Wrocławiu w swoim starym mieszkaniu przy ul. Pszczyńskiej, a następnie opuścił miasto na zawsze.
W 1946 w zrujnowanym Wrocławiu ponownie spotkał się z Edwardem Popielskim, któremu pomógł w odnalezieniu pedofila gwałcącego niepełnosprawne dziewczynki (ów kryminalista wymknął się Popielskiemu we Lwowie w 1933 – "Rzeki Hadesu"). W wyniku splotu okoliczności w 1950 Mock wyciągnął Herberta Anwaldta ze szpitala psychiatrycznego na terenie NRD, do którego Anwaldt trafił na mocy wyroku sądowego; później razem wyjechali do USA. W 1950 r. zemścili się na osobie współwinnej ich tragedii – Georgu Maassie. Cztery lata później w Wiedniu Mock zabił Hansa Gnerlicha, byłego komendanta obozu przy Bergstrasse (obecnie ul. Góralska) w Breslau, swojego zaciekłego wroga, którego ścigał od zakończenia wojny. 21 listopada 1960 r. Mock umarł w Nowym Jorku na raka płuc (Koniec Świata w Breslau). W tym samym roku umarła również jego pierwsza żona Sophie.

### Eberhard Mock w literaturze
Nazwisko Mock jest prawdziwe i zostało zaczerpnięte z Dziennika Urzędowego Miasta Wrocławia z 1927 r. Prawdziwy pan Mock był kandydatem do śląskiego Landtagu z ramienia NSDAP  .
Postać detektywa Mocka jest tematem studiów kilku prac naukowych i publicystycznych m.in. w: Zgubne nawyki bohaterów literatury kryminalnej – detektywi a używki Agaty Szczepanek z uniwersytetu kieleckiego , Zwyrodniałe miasto i jego bohater. Na przykładzie powieści Marka Krajewskiego Magdaleny Iwanek z Repozytorium Uniwersytetu Jagiellońskiego , Ślady pamięci. O słowiańskiej tożsamości bohaterów literackich w świetle historycznych kontekstów w prozie po 1989 roku: Marek Krajewski, Inga Iwasiów, Stefan Chwin i Andrzej Zawada autorstwa Jarosława Petrowicza z Wieluńskiego Towarzystwa Naukowego , Wrocław tło czy bohater cyklu Marka Krajewskiego? Kamili Augustyn z Uniwersytetu Wrocławskiego .
Gerson Schade w pracy Niezwykły przypadek wczesnego Mocka i klasyków łączy profesję i osobowość Mocka z literaturą antyczną i literaturą klasyczną. Jego działania zawodowe wiąże z różnymi motywami starożytnej mitologii oraz z bohaterami antycznego świata (Platon). Powiązanie Mocka z literaturą klasyczną przejawia się w jego znajomości łaciny, oczytaniu i pasji do klasyki. Powiązania te najmocniej wybrzmiewają głównie w trzech tomach: Widma w mieście Breslau, Dżuma w Breslau i Koniec świata w Breslau .
W pracy Magdaleny Iwanek pt. Zwyrodniałe miasto i jego bohater. Na przykładzie powieści Marka Krajewskiego, na podstawie postaci Mocka, autorka ilustruje przedwojenne działania policji kryminalnej, metody walki z przestępczością, często wykraczające poza granice prawa i obcujące lub zachodzące w interakcje z kryminalną śmietanką Wrocławia . Anna Gemra w swojej pracy Eberhard Mock na tropie: Breslau/Wrocław w powieściach Marka Krajewskiego Mocka przedstawia m.in. jako przewodnika po dawnym niemieckim mieście, który wędrując po dawnych ulicach, różnych przybytkach kultury i rozrywki, urzędach i lokalach ukazuje Wrocław pełny barw, ale i miasto pełne mrocznych zakamarków .

### Eberhard Mock w sztuce
W 2015 r. na deskach Teatru Współczesnego miała miejsce premiera spektaklu "Koniec świata w Breslau". W roli detektywa Mocka wystąpił Konrad Imiela. 12 października 2019 r. w Teatrze Muzycznym „Capitol” we Wrocławiu odbyła się premiera musicalu "Mock. Czarna burleska", w reżyserii Konrada Imieli. W tytułową postać wcielił się Artur Caturian.

## Części cyklu, w których występuje postać Mocka
- Śmierć w Breslau, Wydawnictwo Dolnośląskie, Wrocław 1999 (akcja toczy się w latach 1933–1951)
- Koniec świata w Breslau, Wydawnictwo W.A.B., Warszawa 2003 (1927/1960)
- Widma w mieście Breslau, Wydawnictwo W.A.B., Warszawa 2005 (1919)
- Festung Breslau, Wydawnictwo W.A.B., Warszawa 2006 (1945)
- Dżuma w Breslau, Wydawnictwo W.A.B., Warszawa 2007 (lata 20. XX w.)
- Głowa Minotaura, Wydawnictwo W.A.B., Warszawa 2009 (1937)
- Rzeki Hadesu, Znak, Kraków 2012 (1946)
- Mock, Znak, Kraków 2016 (1913)[14]
- Mock. Ludzkie zoo, Znak, Kraków 2017 (1914)
- Mock. Pojedynek, Znak, Kraków 2018 (1905, 1915)
- Mock. Golem, Znak, Kraków 2019 (1920)[15]
- Moloch, Znak, Kraków 2020 (1928, 1944)
- Diabeł stróż, Znak, Kraków 2021 (1934, 1942)
- Błaganie o śmierć, Znak, Kraków 2022 (1919)[16]